# Nsa Bassey-Isa
Nsa Bassey-Isa (14 de abril de 1987) es un deportista nigeriano que compitió en judo. Ganó dos medallas de bronce en los Juegos Panafricanos en los años 2007 y 2011, ambas en la categoría de –73 kg.

## Palmarés internacional
| Juegos Panafricanos | Juegos Panafricanos | Juegos Panafricanos | Juegos Panafricanos |
| Año                 | Lugar               | Medalla             | Categoría           |
| ------------------- | ------------------- | ------------------- | ------------------- |
| 2007                | Argel (Argelia)     | Medalla de bronce   | –73 kg              |
| 2011                | Maputo (Mozambique) | Medalla de bronce   | –73 kg              |